# Shaun Murphy (Snookerspieler)
Shaun Peter Murphy (* 10. August 1982 in Harlow) ist ein englischer Snookerspieler aus Nottingham. Er wurde 2005 Snookerweltmeister.

## Karriere

### 1998 bis 2005: Erste Profijahre und überraschend Weltmeister
Shaun Murphy (Spitzname „Whiston Warrior“, „The Magician“) wurde 1998 erstmals professioneller Snookerspieler. Als Gesamtsieger der Challenge Tour 2000/01 kehrte er nach einer kurzen Abstinenz 2001 auf die Main Tour zurück. Zwischenzeitlich hatte er die Benson and Hedges Championship 2000 gewonnen und sich so für das Masters 2001 qualifiziert, ein prestigeträchtiges Main-Tour-Turnier. Nach der Saison 2001/02 bekam er die Auszeichnungen World Snooker Newcomer of the Year und YPD of the Year awards.
2005 gewann er völlig überraschend die Snookerweltmeisterschaft in Sheffield. Er belegte damals lediglich Platz 48 der Snookerweltrangliste und musste sich zunächst in der Qualifikation den Platz in der WM-Endrunde erkämpfen. Murphy schlug im Finale Matthew Stevens mit 18:16 Frames. Er war erst der zweite Snookerspieler nach Terry Griffiths im Jahr 1979, der als ungesetzter Spieler den Weltmeistertitel gewinnen konnte. Durch diesen Sieg rückte Murphy nach Abschluss der Saison auf Platz 21 der offiziellen Weltrangliste vor.

### 2006 bis 2015: Etablierung in der Weltspitze und Triple Crown
Sein bestes Ergebnis in der Saison 2005/06 erreichte er bei den Welsh Open. Im Finale unterlag er dort Stephen Lee mit 4:9. Bei der Weltmeisterschaft 2006 konnte er seinen Titel nicht verteidigen, im Viertelfinale unterlag er Peter Ebdon mit 7:13. In der Weltrangliste für die Saison 2006/07 rückte er dennoch auf Platz 5 vor.
Beim Malta Cup 2007 gewann Murphy das Finale am 4. Februar 2007 gegen Ryan Day mit 9:4. Während der Vorbereitung auf die WM 2007 nahm er 18 kg an Körpergewicht ab. Bei dieser WM schaffte er den Einzug ins Halbfinale und sammelte damit ausreichend Punkte, um am Ende Platz 3 der Weltrangliste einzunehmen.
Beim Pot Black Cup der Saison 2007/2008 unterlag er im Finale Ken Doherty; im Februar 2008 konnte er beim Malta Cup mit einem Sieg über denselben Gegner seinen Titel verteidigen. Beide Turniere waren jedoch keine Ranglistenturniere. Durch seine konstante Leistung während der Saison mit mehreren Halbfinalteilnahmen und dem Einzug ins Finale der China Open, in dem er Stephen Maguire knapp mit 9:10 Frames unterlag, konnte er dann aber genug Punkte sammeln, um als Führender in der provisorischen Rangliste an der Weltmeisterschaft teilzunehmen. Allerdings unterlag er dort bereits in der zweiten Runde dem späteren Finalisten Allister Carter, weshalb er am Ende in der offiziellen Weltrangliste erneut auf Platz 3 abrutschte.
Nachdem er mit mäßigem Erfolg in die Saison 2008/09 gestartet und bei mehreren Main-Tour-Turnieren in der ersten Runde ausgeschieden war, gelang ihm bei der UK Championship der Einzug ins Finale und schließlich ein umkämpfter 10:9-Finalsieg gegen Marco Fu. Er war damit der zehnte Spieler, der mit der Weltmeisterschaft und der UK Championship die beiden wichtigsten Snookerturniere gewinnen konnte. Trotz einer Erkältung, die ihm im Vorfeld Probleme bereitet hatte, erreichte er das Finale der Snookerweltmeisterschaft 2009. Mit 9:18 unterlag er dort sehr deutlich John Higgins, der sich in der zweiten Session einen großen Vorsprung erspielt hatte.
Neben der Main Tour nahm er in der Saison 2008/09 auch bei zwei Einzelturnieren sowie am Finalturnier in Portimão der neu gegründeten World Series of Snooker teil. Im Endspiel des Finalturniers konnte er sich mit 6:2 gegen John Higgins durchsetzen und sich damit für die Niederlage im WM-Finale revanchieren. In der Saison 2009/10 nahm er erneut an der World Series of Snooker teil und gewann das erste Turnier mit 5:1 im Finale gegen Jimmy White.
Die Saison 2010/11 begann für Murphy mit einem Sieg bei den Wuxi Classic. Weltranglistenpunkte sammelte er auf der Players Tour Championship, einer zu dieser Saison neu eingeführten Serie von Minor-Ranking-Turnieren. Bei den Brügge Open 2010 gewann er das Finale gegen Matthew Couch. Auch bei den Ruhr Championship in Hamm kam er bis ins Finale, unterlag dort aber John Higgins. Er qualifizierte sich auch für das Finalturnier der Serie in Dublin im März 2011 und gewann die Grand Finals mit einem Endspielsieg über Martin Gould mit 4:0. Bei der Snookerweltmeisterschaft 2011 kam er mit seinem 10:1-Sieg über Marcus Campbell ins Achtelfinale, das er mit 10:13 gegen Ronnie O’Sullivan verlor.
In der Saison 2011/2012 gewann er am 18. September 2011 das Endspiel des Brazil Masters gegen Graeme Dott mit 5:0.

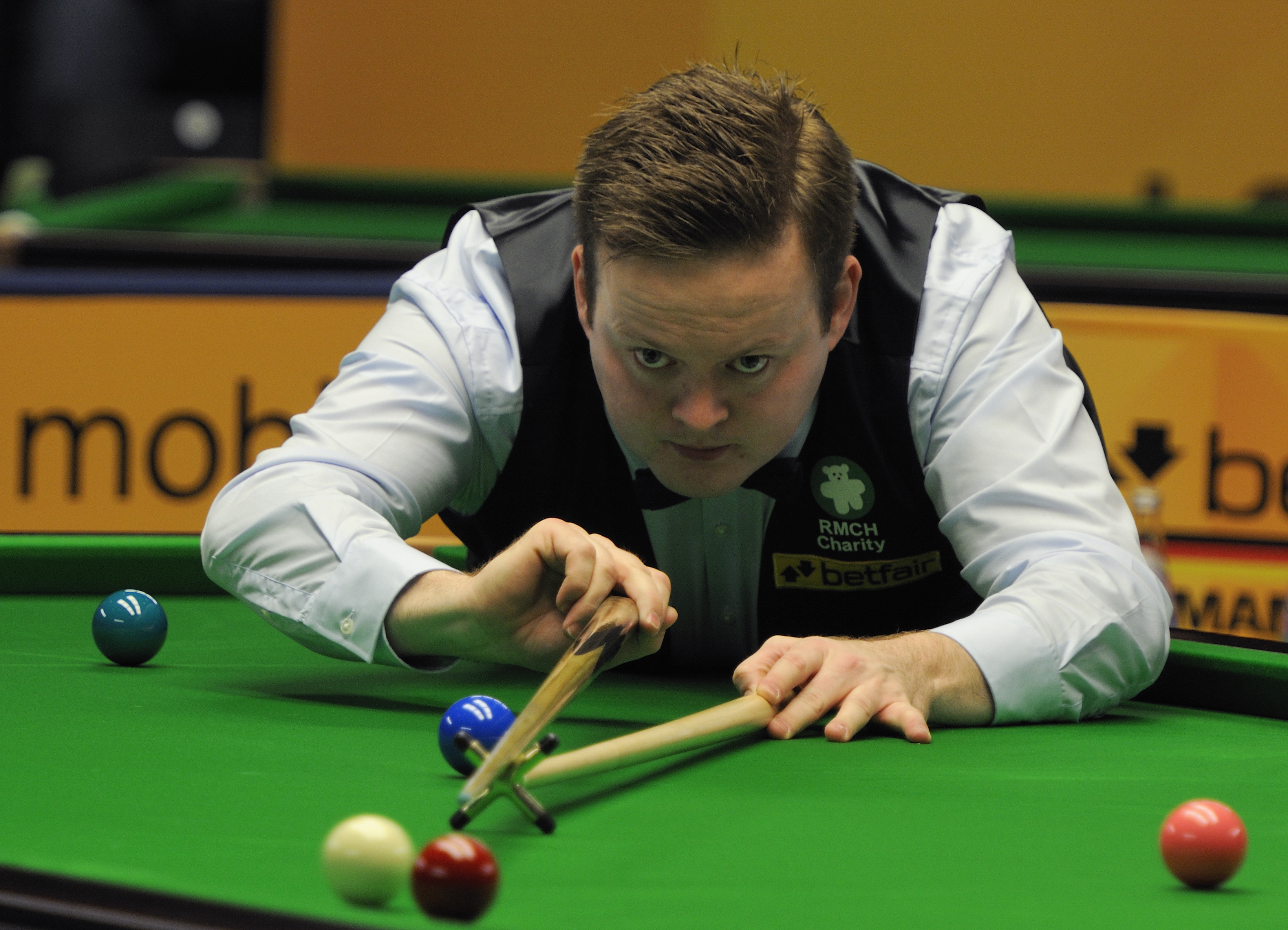
Shaun Murphy, 2013

Anfang der Saison 2012/13 verlor er das Finale der 6-Red World Championship 2012 gegen Mark Davis mit 4:8. Am Ende der Saison wurde er in die Snooker Hall of Fame aufgenommen.
Im Januar 2014 gelang Murphy sein zweites offizielles Maximum Break in Gruppe 2 der Championship League 2014. Im Februar 2014 gewann er im Rahmen der Players Tour Championship 2013/14 die Gdynia Open, wo er zudem in seinem Achtelfinal-Match gegen Jamie Jones ein weiteres Maximum Break spielte. Einen Monat später gewann er mit den Haikou World Open 2014 sein fünftes Ranglistenturnier.
Anfang Oktober 2014 gewann er die Bulgarian Open durch einen 4:2-Finalerfolg über seinen Landsmann Martin Gould. Es war sein dritter Titel bei einem PTC-Turnier. Zwei Wochen später erreichte er in Hongkong beim General Cup das Finale, das er mit 6:7 gegen Allister Carter verlor. Im November gewann er die Ruhr Open durch einen 4:0-Finalerfolg über Robert Milkins. Dabei gelang ihm im zweiten Frame des Endspiels das vierte Maximum Break in seiner Karriere.

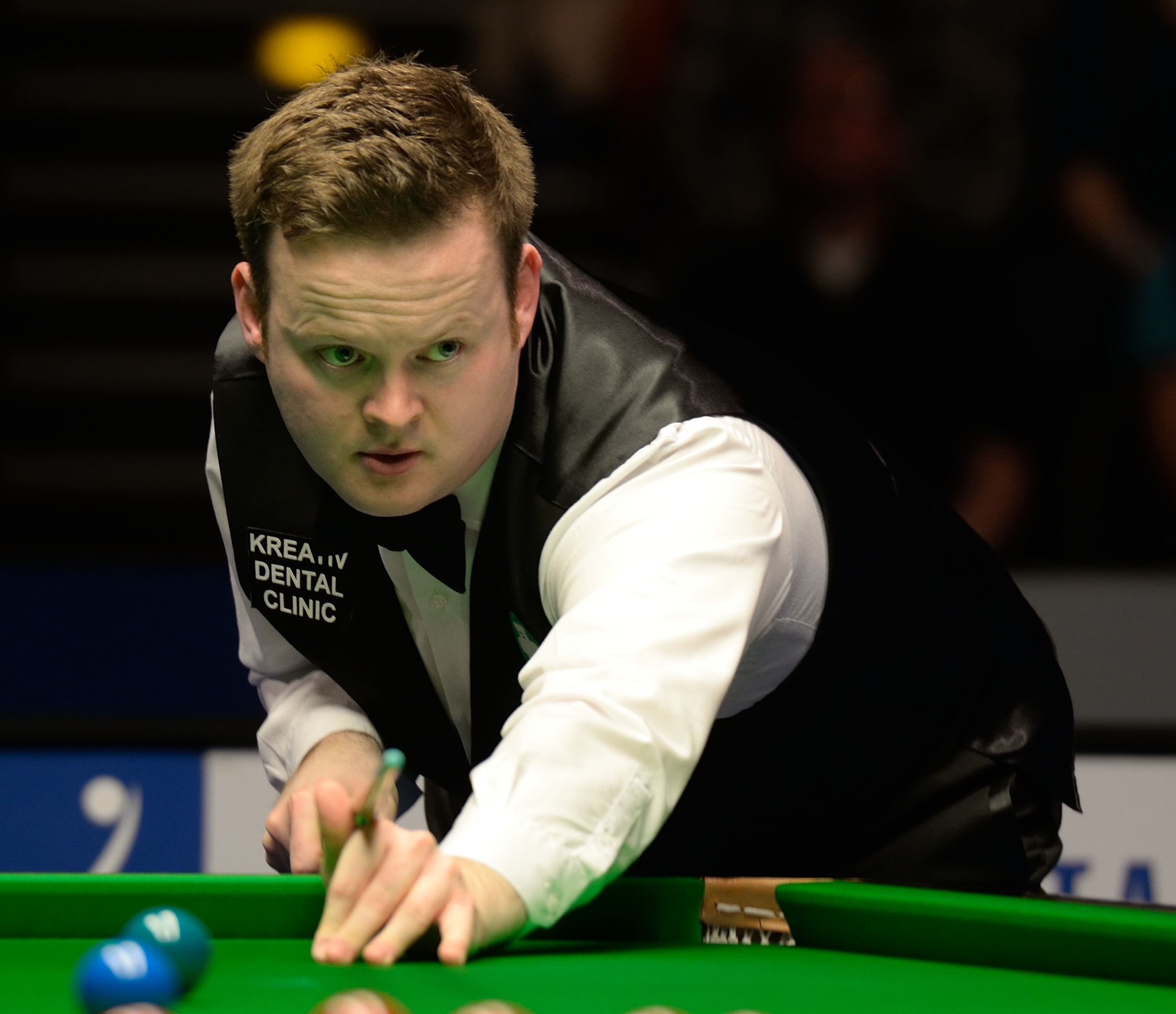
Shaun Murphy, 2015

Am 18. Januar 2015 gewann er das Finale des Masters gegen Neil Robertson mit 10:2. Damit ist er – nach dem Gewinn der Weltmeisterschaft (2005) und der UK Championship (2008) – der zehnte Spieler, der die Triple Crown 'trägt'.
Im Mai 2015 erreichte Murphy erneut das Finale der Weltmeisterschaft, unterlag dort aber Stuart Bingham mit 15:18.

### 2016 bis heute: Höhen und Tiefen
In der zweiten Qualifikationsrunde zum European Masters 2016 spielte Murphy sein insgesamt fünftes Maximum Break. Nur vier Spieler hatten zu diesem Zeitpunkt in ihrer Profikarriere mehr 147er Breaks erzielt.
Zu Beginn der Saison 2016/17 konnte er sich erstmalig wieder über mehrere Monate auf Platz 3 der Weltrangliste positionieren. Die restliche Saison verlief allerdings durchwachsen, so konnte er sich nur mit dem Finalsieg bei den Gibraltar Open über Judd Trump (4:2) einen etwas weniger prestigeträchtigen Ranglistentitel sichern. 
In der Saison 2017/18 konnte Murphy sich in den Top 10 der Weltrangliste halten. Beim China Championship 2017 verlor Murphy nach Siegen, u. a. über Anthony Hamilton, Stephen Maguire, Zhou Yuelong und Ali Carter mit 5:10 im Finale gegen Luca Brecel. Auch beim darauffolgenden Paul Hunter Classic 2017 schaffte Murphy es bis ins Finale, unterlag aber wieder, diesmal mit 2:4, gegen Michael White. Auch beim UK Championship 2017 kam Murphy ins Finale. Er verlor aber wieder, jenes Mal mit 5:10, gegen Ronnie O’Sullivan. Diese Phase der Finalniederlagen setzte sich beim Players Championship 2018 mit einem 4:10 gegen O’Sullivan fort. Bei der Snookerweltmeisterschaft 2018 verlor Murphy überraschend in der ersten Runde mit 9:10 gegen Jamie Jones.
Die Serie der verlorenen Endspiele setzte sich auch in der Saison 2018/2019 fort. Hier unterlag er im Finale der Scottish Open Mark Allen mit 7:9 und beim International Championship in China Judd Trump 3:10.
Erst im September 2019 konnte er diese Serie brechen, in dem er im Finale der China Championship Mark J. Williams im Decider 10:9 besiegen konnte. Mit einem klaren 9:1-Sieg über Kyren Wilson im Finale der Welsh Open 2020 konnte er einen zweiten Turniererfolg in der Saison 2019/20 feiern.
Nach einer Zeit mit unterdurchschnittlichen Ergebnissen erreichte Murphy zum vierten Mal das Finale der Snookerweltmeisterschaft 2021, unterlag dort aber Mark Selby knapp mit 18:15.
Nach einer sportlich völlig enttäuschenden Saison 2021/22, in der er auf der Main Tour meistens in der ersten oder zweiten Runde ausgeschieden war, konnte er erstmalig im Februar 2023 wieder ein Finale erreichen, welches er bei den Welsh Open aber knapp mit 7:9 gegen Robert Milkins verlor. Während des Turnieres zeigte er aber eine stark aufsteigende Form und konnte sein siebtes Maximum Break erzielen.
Bereits eine Woche später bei den Players Championship konnte er aber nach über drei Jahren wieder einen Turniersieg feiern, mit einem 10:4 über Ali Carter.
Am 2. April 2023 gelang ihm, nach Siegen über Robert Milkins (10:8), Mark Selby (10:9) und im Finale über Kyren Wilson (10:7), beim Tour Championship unmittelbar ein weiterer Turniergewinn. Die Saison 2022/23 schloss er jedoch wiederum mit einem Erstrundenaus bei der WM ab. Dafür kämpfte er sich gleich zu Beginn der Folgesaison ins Finale der Championship League und mit einem 3:0 über Mark Williams holte er sich seinen 12. Ranglistentitel und den 3. Titel innerhalb von 6 Monaten.
Am 7. Dezember 2023 gelang es ihm als erstem Spieler ein Maximum Break beim Shoot-Out zu spielen, es war sein insgesamt achtes.
Mit einem 10:7-Sieg über Kyren Wilson gewann er am 19. Januar 2025 zum zweiten Mal das prestigeträchtige Masters. Im Halbfinale gelang ihm sein neuntes Maximum Break.

## Stärken und Schwächen
Murphys große Stärke ist das Lochspiel. Er versenkt extrem schwierige Bälle und ist dadurch auch in der Lage, eine „festgespielte“ Situation zu retten, in der für viele andere Spieler nur eine Safety, also der kontrollierte Ausstieg, infrage käme. Murphy nutzt nach der Frame-Eröffnung die kleinste Chance auf den ersten Punkt und ist nicht selten in der Lage, so lange am Tisch zu bleiben, bis der Frame zu seinen Gunsten entschieden ist.
Seine große Risikobereitschaft ist zugleich auch die Chance für den Gegner. Versenkt er den anvisierten langen Ball nicht, hinterlässt er häufig einen offenen Tisch und damit dem Gegner alle Möglichkeiten. Auch seine Fähigkeiten im taktischen Spiel gehörten zunächst keineswegs zu den besten der Szene. Nach seinem WM-Sieg 2005 baute er diese Defizite sukzessive ab.

## Persönliches
Shaun Murphy ist seit Juni 2016 in zweiter Ehe mit Elaine verheiratet. Wenige Monate später wurde ihr Sohn Harry geboren.
Zwischen Dezember 2017 und Juni 2019 gehörte er dem Vorstand der World Professional Billiards & Snooker Association an, ab 2018 auch dem von World Seniors Snooker.
Shaun Murphy, der ebenfalls hervorragend Golf und Dart spielt, beansprucht für sich, der einzige Mensch zu sein, der einen Hattrick vorweisen kann aus einem Maximum Break, einem Neundarter sowie einem Hole-in-one.

## Erfolge

### Ranglistenturniere
- Snookerweltmeisterschaft – 2005
- Malta Cup – 2007
- UK Championship – 2008
- Players Tour Championship – Grand Finals – 2011
- Haikou World Open – 2014
- World Grand Prix – 2016
- Gibraltar Open – 2017
- China Championship – 2019
- Welsh Open – 2020
- Players Championship – 2023
- Tour Championship – 2023
- Championship League – 2023

### Minor-Ranking-Turniere
- Brugge Open – 2010
- Gdynia Open – 2014
- Bulgarian Open – 2014
- Ruhr Open – 2014

### Einladungsturniere
- Benson & Hedges Championship – 2000
- Challenge Tour Event 3 – 2001
- Challenge Tour Event 4 – 2001
- Malta Cup – 2008
- Premier League Snooker – 2009
- Wuxi Classic – 2010
- Brazil Masters – 2011
- Masters – 2015, 2025
- Champion of Champions – 2017

### Sonstige
- Paul Hunter Classic – 2008, 2009
- World Series of Snooker – Grand Finals – 2009
- World Series of Snooker – Champion of Champions Challenge – 2009

### Rekorde
Mit 149 Minuten hielt er kurzzeitig den Rekord für das schnellste WM-Spiel, als er 2019 in der ersten Runde gegen Luo Honghao mit 10:0 gewinnen konnte, bis dieser ein Jahr später von Ronnie O’Sullivan durch dessen 10:1-Sieg über Thepchaiya Un-Nooh mit 108 Minuten unterboten wurde.